# キク!みる!
『キク!みる!』は、2002年4月5日から2010年3月26日までフジテレビと関西テレビで放送されていた政府広報のミニ番組である。内閣府大臣官房政府広報室提供。

## 概要
日本政府の重要施策や取り組みの中でも国民の生活に関係の深いタイムリーな話題を取り上げ、毎回のテーマに関連する場所や人物を訪ねるVTRで日本の現在を紹介する。
事業仕分けでの政府広報に関する予算削減の影響から2010年3月末を以て終了となった。

## 出演
- リポーター：相川梨絵（フリーアナウンサー・元共同テレビ）
- ナレーター：畠山美和子

## 放送時間
- フジテレビ：毎週金曜22:52-23:00
- 関西テレビ：毎週木曜21:54-22:00（6日遅れ）

※期首特番の放送がある際には、放送時間が繰り下がることが少なくない。一方、2008年8月14日の関西テレビと2008年8月15日のフジテレビの放送時間はそれぞれ北京オリンピックのフジテレビ制作分競技生中継の影響で2008年8月15日の午後2時7分～2時15分（14:07～14:15）へ大幅に時間移動して放送された。さらに、2009年元日放送予定分（関西テレビ）・1月2日放送予定分（フジテレビ）のそれぞれ放送時間はFNS系の2008年末2009年始特番の影響で元日予定分が2008年12月27日土曜日夕方5時24分～5時30分、2日予定分が2009年1月5日月曜日の午後2時27分～午後2時35分へ放送日・時間を変更して放送されている。
同様に2009年大晦日放送予定分（関西テレビ）・2010年元日放送予定分（フジテレビ）の放送時間もFNS系の2009年末2010年始特番の影響で大晦日予定分は午後3時55分～4時、・元日放送予定分は2010年1月6日水曜日午後2時7分～午後2時15分へ放送日・時間を変更して放送される。